# اورسویا
اورسویا (به بلغاری: Orsoya) یک منطقهٔ مسکونی در بلغارستان است که در استان مونتانا واقع شده‌است.
 اورسویا  ۱۴۴ نفر جمعیت دارد و ۱۲۰ متر بالاتر از سطح دریا واقع شده‌است.